# 绍伊洛
绍伊洛，是匈牙利赫维什州所辖的一个村。总面积8.70平方公里，总人口632，人口密度72.6人/平方公里（2011年1月1日）。